# Кведа-Цирминди
Кведа-Цирминди (груз. ქვედა წირმინდი), также Кведа-Цвирминди — село в Грузии, на территории Местийского муниципалитета края (мхаре) Самегрело-Верхняя Сванетия.

## География
Село находится в северо-западной части Грузии, на левом берегу реки Каслети (бассейн реки Ингури), на расстоянии приблизительно 43 километров (по прямой) к западо-юго-западу от посёлка городского типа Местиа, административного центра муниципалитета. Абсолютная высота — 714 метров над уровнем моря.

## Население
По результатам официальной переписи населения 2014 года в Кведа-Цирминди проживало 19 человек (10 мужчин и 9 женщин). В национальной структуре населения грузины составляли 100 %.
| Год  | Население, человек |
| ---- | ------------------ |
| 2002 | 38                 |
| 2014 | ↘ 19               |